# Abdel Jabbar Dhifallah
Abdel Jabbar Dhifallah ou Abdeljabbar Dhifallah (arabe : عبد الجبار ضيف الله), né le 4 septembre 1968, est un athlète handisport tunisien spécialiste du lancer du javelot, principalement dans la catégorie F37.

## Palmarès
Il est membre de trois délégations tunisiennes participant aux Jeux paralympiques. Lors des Jeux paralympiques d'été de 1996, il concourt dans les compétitions du lancer du javelot et du disque; il termine septième au lancer du javelot, mais remporte une médaille d'argent au lancer du disque.
Il ne participe pas aux Jeux paralympiques d'été de 2000, mais concourt au lancer du javelot aux Jeux paralympiques d'été de 2004, où il termine quatrième de l'épreuve, et de 2008, où il termine neuvième.